# Helperdiep

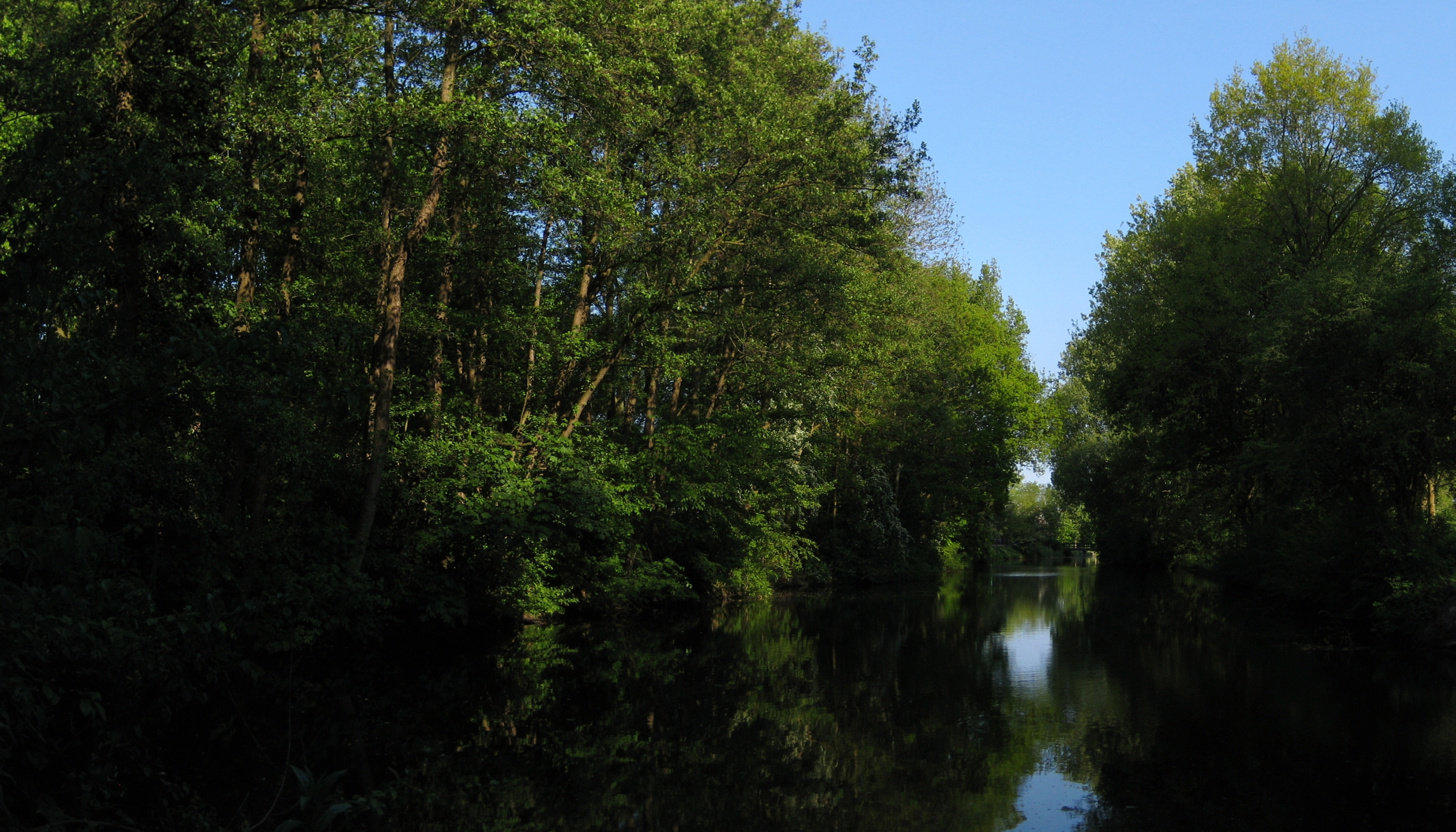
Het Helperdiep in 2010. De bomen links staan op de restanten van de Helperlinie.

Het Helperdiep (ook wel het Helperdiepje genoemd) is een diep (een klein kanaal) in de wijk Helpman in de stad Groningen. Het is gegraven tussen 1786 en 1806 ter uitbreiding van de Helperlinie, de rond 1700 aangelegde zuidelijke vestingwerken van de stad naar een ontwerp van Menno van Coehoorn. Het diepje loopt van het Winschoterdiep naar het Noord-Willemskanaal. Waar het Helperdiep onder de Hereweg door gaat is een brug: de Natte brug.

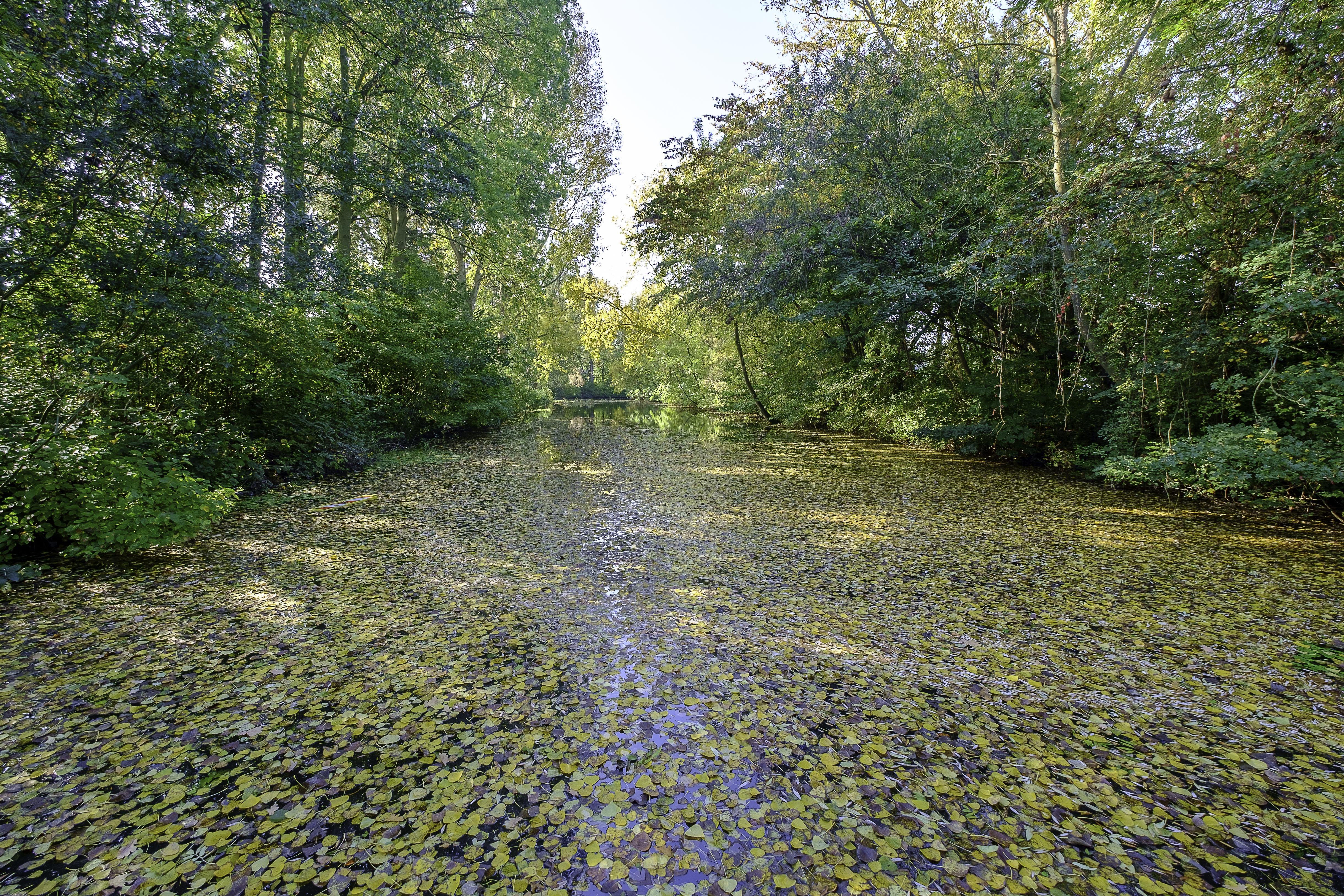
Het Helperdiep ten zuiden van zwembad De Papiermolen (rechts)